# Drawsko
Jezioro Drawsko (deutsch Dratzigsee) ist ein Binnensee in der polnischen Woiwodschaft Westpommern.

## Geographische Lage
Der See liegt in Hinterpommern in der Pommerschen Schweiz und gehört zur  Pommerschen Seenplatte. Seine Höhe über dem Meeresspiegel beträgt 128 Meter.  An seinem Südende liegt die Stadt Czaplinek (Tempelburg). Am östlichen Ufer liegt das Dorf Stare Drawsko (Alt Draheim) mit der Burgruine Draheim.

## Beschaffenheit
Der Drawsko wird von der Drawa (Drage) gebildet. Er ist zwölf Kilometer lang, bis zu acht Kilometer breit und 21 Quadratkilometer groß. Er ist bis zu 83 Meter tief (Schaalsee: 71,5 m, Starnberger See: 127,7 m). Im See befinden sich 14 Inseln, von denen Bielawa (Kalkwerder) eine Fläche von etwa 80 Hektar umfasst. Insgesamt hat der Drawsko eine Inselfläche von 82 Hektar.
Der Rinnensee entstand durch Schmelzwasser aus einem Gletschertor während der letzten Eiszeit. Die Ufer des buchtenreichen Sees sind auch unterhalb der Uferlinie sehr steil. Bei einem Erdrutsch versank 1790 eine Halbinsel mit einem Exerzierplatz im See. Von 1854 bis 1858 erfolgte eine Absenkung des Wasserspiegels um 2,5 m.